# Tsumetai Kaze to Kataomoi / Endless Sky / One and Only
Singles par Morning Musume
Oh My Wish! / Sukatto My Heart / Ima Sugu Tobikomu Yūki
(2015) Utakata Saturday Night! / The Vision / Tokyo to Iu Katasumi
(2016)
Tsumetai Kaze to Kataomoi / Endless Sky / One and Only (冷たい風と片思い／ENDLESS SKY／One and Only) est le titre officiel du 60e single de Morning Musume, en fait attribué à "Morning Musume。'15".

## Présentation
Le single, écrit, composé et produit par Tsunku, sort le 29 décembre 2015 au Japon sur le label zetima, quatre mois après le précédent single du groupe, Oh My Wish! / Sukatto My Heart / Ima Sugu Tobikomu Yūki. Il atteint la 1re place du classement hebdomadaire des ventes de l'Oricon.
C'est le quatrième et dernier disque que sort le groupe sous son appellation temporaire "Morning Musume '15" (モーニング娘。’15, prononcé « one five ») utilisée durant l'année 2015, après les deux précédent singles et la bande originale de la comédie musicale Triangle. C'est son cinquième single "triple face A" officiel (et le quatrième d'affilée), contenant trois chansons principales et leurs versions instrumentales (Tsumetai Kaze to Kataomoi, Endless Sky, et One and Only) ; c'est donc son cinquième single à ne pas contenir de "face B" (alias c/w) officielle.
C'est le troisième single du groupe avec les quatre nouvelles membres de la "12e génération" intégrées en début d'année : Haruna Ogata, Miki Nonaka, Maria Makino, et Akane Haga. C'est aussi le dernier single avec la membre de la 9e génération Riho Sayashi qui quittera le groupe deux jours après la sortie du disque pour se consacrer à ses études.
Le single sort en trois éditions régulières différentes notées "A", "B", et "C", avec des pochettes différentes et incluant une carte de collection (sur quatorze possible pour chaque édition de ce single : une de chacune des treize membres et une du groupe, en costumes de scène différents pour la "A", la "B" ou pour la "C"). Il sort également dans trois éditions limitées, notées "A", "B", et "C", avec des pochettes différentes et contenant chacune un DVD différent en supplément ainsi qu'un ticket de loterie pour participer à une rencontre avec le groupe. L'ordre des titres est cette fois le même sur toutes les éditions.
La troisième chanson du disque, One and Only, sert de générique à l'émission musicale J-Melo de la chaîne de télévision NHK World. Ses paroles ont été créées à partir des réponses des fans du groupe à un questionnaire publié sur le site de l'émission ; à l'origine en japonais, elles ont ensuite été entièrement traduites pour être interprétées en anglais par le groupe.

## Formation
Membres du groupe créditées sur le single :
- 9e génération : Mizuki Fukumura, Erina Ikuta, Riho Sayashi (dernier single), Kanon Suzuki
- 10e génération : Haruna Iikubo, Ayumi Ishida, Masaki Satō, Haruka Kudō
- 11e génération : Sakura Oda
- 12e génération : Haruna Ogata, Miki Nonaka, Maria Makino, Akane Haga

## Listes des titres
Toutes les chansons sont écrites et composées par Tsunku (traduction en anglais du titre n°3 : ALISA).
| 1. | Tsumetai Kaze to Kataomoi (冷たい風と片想い)                    | 04:30 |
| 2. | Endless Sky (ENDLESS SKY)                                       | 05:01 |
| 3. | One and Only (One and Only)                                     | 04:45 |
| 4. | Tsumetai Kaze to Kataomoi (instrumental) (冷たい風と片想い ...) | 04:29 |
| 5. | Endless Sky (instrumental) (ENDLESS SKY ...)                    | 05:01 |
| 6. | One and Only (instrumental) (One and Only ...)                  | 04:48 |

| 1. | Tsumetai Kaze to Kataomoi (Music Video) (冷たい風と片想い ...) | 06:26 |

| 1. | Endless Sky (Music Video) (ENDLESS SKY ...) | 06:10 |

| 1. | One and Only (Music Video) (One and Only ...) | 05:51 |